# Тршештьски-Поток
Тршештьски-Поток (чеш. Třešťský potok) — река в Чехии (Край Высочина), приток реки Йиглавы. Длина — 28,5 км, площадь водосборного бассейна 105,4 км². Средний расход воды 0,63 м³/с.

## Расположение
Река берёт своё начало на северных склонах Михова холма (786 м) в Йилгавских горах на высоте 735 метров. Сначала протекает через лесистую местность в восточном направлении, далее образует ряд больших и малых прудов. Сначала это Малый Парежитый пруд, далее пруд Плины и пруд Дрдак. В деревне Логово, протекает через Дупский пруд и, ниже по течению, у деревни Тржештице образует Большой Тржештиский пруд. Здесь ручей постепенно поворачивает на север, и, ближе к Ходику, проходит через более крупные пруды: Яновский и Годицкий. Далее, ниже по течению, у города Тршешть, через который река протекает, на её пути находится Большой Вановский пруд. К северу от Тршешти, близ Йездовицы, расположен ещё один большой пруд — Йездовский.
Впадает в Йилгаву на её 160-м километре, на высоте 520 м над уровнем моря.

## Крупные притоки
- Яровицкий ручей, правый, 23,7[1] км от истока
- Роштейнский ручей, левый 18,6[2] км от истока
- Узкий ручей, правый, 13,7[3] км от истока
- Лисек, правый, 12,4[4] км от истока
- Валчовский ручей, левый, 10,9[5] км от истока
- Буковский ручей, левый, 6,4[6] км от истока
- Мистровский ручей, левый, 5,2[7] км от истока
- Каменный ручей, правый, 2,5[8] км от истока
- Корунный ручей, правый, 1,7[9] км от истока